# УЕФА суперкуп
УЕФА суперкуп (енгл. UEFA Super Cup; раније познат као Европски суперкуп или Суперкуп Европе) фудбалски је меч који сваке године играју победници два највиша европска клупска такмичења у фудбалу: УЕФА Лиге шампиона и УЕФА Лиге Европе. Први меч је одигран 1972. године.
Од 1972. до 1999. то је било између победника Купа европских шампиона и Купа победника купова, а од 2000. између победника Лиге шампиона и УЕФА купа, које је 2009. постало УЕФА Лига Европе. До 1997. игране су две утакмице у местима учесника, а од 1998. игра само једна утакмица и то до 2012. увек на стадиону Луј II у Монаку. Од 2013. па надаље сваке године се користи други стадион.
Актуелни освајач суперкупа је Пари Сен Жермен који је у финалу након извођења пенала савладао Тотенхем хотспур.

## Стадиони
Такмичење се првобитно састојало од две утакмице; једна утакмица се играла на стадиону једног клуба финалисте, а друга утакмица на стадиону другог финалисте. Било је и изузетака — 1991. године када Црвеној звезди није било дозвољено да угости супарнички Манчестер јунајтед у Југославији због тадашњег рата који се водио па је тако играна само једна утакмица. Од 1998. игра се једна утакмица на неутралном терену. Од 1998. до 2012. суперкуп се играо на Стадиону Луј II у Монаку. Од 2013. користе се стадиони широм Европе.

### Списак стадиона од 1998.
- 1998—2012: Стадион Луј II, Монако
- 2013: Арена Еден, Праг, Чешка Република[2]
- 2014: Стадион Кардиф сити, Кардиф, Велс, Уједињено Краљевство[3]
- 2015: Динамо aрена Борис Пајчадзе, Тбилиси, Грузија[4]
- 2016: Стадион Леркендал, Трондхејм[5]
- 2017: Арена Филип II, Скопље, Македонија[6]
- 2018: Арена А. Ле Кок, Талин, Естонија[7]
- 2019: Водафон парк, Истанбул, Турска
- 2020: Арена Пушкаш, Будимпешта, Мађарска (првобитно Стадион Драгао, Порто, Португалија)[8]
- 2021: Виндзор парк, Белфаст, Северна Ирска, Уједињено Краљевство[9]
- 2022: Олимпијски стадион, Хелсинки, Финска
- 2023: Стадион Караискакис, Пиреј, Грчка
- 2024: Национални стадион, Варшава, Пољска
- 2025: Стадион Фријули, Удине, Италија

## Награде

### Трофеј
Трофеј УЕФА суперкупа све време задржава УЕФА. Реплика трофеја се додељује победничком тиму. Четрдесет златних и сребрних медаља се предају победнику финалисти респективно.
Трофеј суперкупа је претрпео неколико промена у својој историји. Године 1973, први трофеј је додељен Ајаксу. Године 1977, оригинални трофеј је замењен плакетом са златним УЕФА-иним амблемом. Трофеј из 1987. био је најмањи и најлакши од свих европских клупских трофеја са тежином од 5 kg и висином од 42,5 cm (ради поређења, трофеј Лиге шампиона тежи 8 kg а Лиге Европе 15 kg). Нови модел, који је већи од претходног, представљен је 2006. и тежи 12,2 kg а висок је 58 cm.
До 2008. године, екипа која је освојила такмичење три пута заредом (или пет пута укупно) добијала је оригиналу копију трофеја и посебно признање. Од тада је УЕФА искључиви власник оригиналног трофеја. Шпански великан Реал Мадрид једини је клуб који је успео да освоји суперкуп шест пута.

### Наградни фонд
Новчана награда за клубове који учествују у суперкупу (за 2020):
- Финалиста: 3.800.000 евра
- Победник: 5.000.000 евра

## Спонзори
Спонзори УЕФА суперкупа исти су као и спонзори за УЕФА Лигу шампиона. Тренутно главни спонзори такмичења, за 2020, су:
- [13]
- [14]
- [15]
- [16]
- [17]
- [18]
- [19]
- [20]
- Adidas

Adidas је споредни спонзор и обезбеђује лопту за меч и униформе за судије.

## Улазнице
Шездесет посто улазница дистрибуира се међу навијачима клубова који учествују у такмичењу. Остала места УЕФА продаје онлајн.

## Статистике

### Победници
| Клуб                  | Победник | Финалиста | Година/е када је клуб био шампион   | Година/е када је клуб био финалиста |
| --------------------- | -------- | --------- | ----------------------------------- | ----------------------------------- |
| Реал Мадрид           | 6        | 3         | 2002, 2014, 2016, 2017, 2022, 2024. | 1998, 2000, 2018.                   |
| Барселона             | 5        | 4         | 1992, 1997, 2009, 2011, 2015.       | 1979, 1982, 1989, 2006.             |
| Милан                 | 5        | 2         | 1989, 1990, 1994, 2003, 2007.       | 1973, 1993.                         |
| Ливерпул              | 4        | 2         | 1977, 2001, 2005, 2019.             | 1978, 1984.                         |
| Атлетико Мадрид       | 3        | 0         | 2010, 2012, 2018.                   | —                                   |
| Бајерн Минхен         | 2        | 3         | 2013, 2020.                         | 1975, 1976, 2001.                   |
| Челси                 | 2        | 3         | 1998, 2021.                         | 2012, 2013, 2019.                   |
| Ајакс                 | 2        | 1         | 1973, 1995.                         | 1987.                               |
| Андерлехт             | 2        | 0         | 1976, 1978.                         | —                                   |
| Валенсија             | 2        | 0         | 1980, 2004.                         | —                                   |
| Јувентус              | 2        | 0         | 1984, 1996.                         | —                                   |
| Севиља                | 1        | 6         | 2006.                               | 2007, 2014, 2015, 2016, 2020, 2023. |
| Порто                 | 1        | 3         | 1987.                               | 2003, 2004, 2011.                   |
| Манчестер јунајтед    | 1        | 3         | 1991.                               | 1999, 2008, 2017.                   |
| Динамо Кијев          | 1        | 1         | 1975.                               | 1986.                               |
| Нотингем форест       | 1        | 1         | 1979.                               | 1980.                               |
| Пари Сен Жермен       | 1        | 1         | 2025.                               | 1996.                               |
| Астон Вила            | 1        | 0         | 1982.                               | —                                   |
| Абердин               | 1        | 0         | 1983.                               | —                                   |
| Стеауа Букурешт       | 1        | 0         | 1986.                               | —                                   |
| Мехелен               | 1        | 0         | 1988.                               | —                                   |
| Парма                 | 1        | 0         | 1993.                               | —                                   |
| Лацио                 | 1        | 0         | 1999.                               | —                                   |
| Галатасарај           | 1        | 0         | 2000.                               | —                                   |
| Зенит Санкт Петербург | 1        | 0         | 2008.                               | —                                   |
| Манчестер сити        | 1        | 0         | 2023.                               | —                                   |
| Хамбургер             | 0        | 2         | —                                   | 1977, 1983.                         |
| ПСВ Ајндховен         | 0        | 1         | —                                   | 1988                                |
| Сампдорија            | 0        | 1         | —                                   | 1990.                               |
| Црвена звезда         | 0        | 1         | —                                   | 1991.                               |
| Вердер Бремен         | 0        | 1         | —                                   | 1992.                               |
| Арсенал               | 0        | 1         | —                                   | 1994.                               |
| Реал Сарагоса         | 0        | 1         | —                                   | 1995.                               |
| Борусија Дортмунд     | 0        | 1         | —                                   | 1997.                               |
| Фајенорд              | 0        | 1         | —                                   | 2002.                               |
| ЦСКА Москва           | 0        | 1         | —                                   | 2005.                               |
| Шахтјор Доњецк        | 0        | 1         | —                                   | 2009.                               |
| Интер                 | 0        | 1         | —                                   | 2010.                               |
| Виљареал              | 0        | 1         | —                                   | 2021.                               |
| Ајнтрахт Франкфурт    | 0        | 1         | —                                   | 2022.                               |
| Аталанта              | 0        | 1         | —                                   | 2024.                               |
| Тотенхем хотспур      | 0        | 1         | —                                   | 2025.                               |

### По државама
| Држава          | Бр. победника | Бр. финалиста | Укупно |
| --------------- | ------------- | ------------- | ------ |
| Шпанија         | 17            | 15            | 32     |
| Енглеска        | 10            | 11            | 21     |
| Италија         | 9             | 5             | 14     |
| Белгија         | 3             | 0             | 3      |
| Немачка         | 2             | 8             | 10     |
| Холандија       | 2             | 3             | 5      |
| Португалија     | 1             | 3             | 4      |
| Русија          | 1             | 1             | 2      |
| Совјетски Савез | 1             | 1             | 2      |
| Француска       | 1             | 1             | 2      |
| Румунија        | 1             | 0             | 1      |
| Шкотска         | 1             | 0             | 1      |
| Турска          | 1             | 0             | 1      |
| Украјина        | 0             | 1             | 1      |
| Југославија     | 0             | 1             | 1      |
| Укупно          | 49            | 49            | 98     |

### Резултати по такмичењима
| Куп                          | Победник | Финалиста |
| ---------------------------- | -------- | --------- |
| Куп шампиона и Лига шампиона | 30       | 20        |
| Куп победника купова         | 12       | 12        |
| УЕФА куп и УЕФА Лига Европе  | 8        | 18        |

## Индивидуални рекорди
- Највише освојених титула (играч): Данијел Карвахал и Лука Модрић (по пет титула).[22]
- Највише одиграних финала (играч): Роберто Донадони и Алесандро Костакурта (по осам финала).[22]
- Највише освојених титула (тренер): Карло Анчелоти (пет титула).[22]
- Највише одиграних финала (тренер): Карло Анчелоти (пет финала).[23][24]
- Најбољи стрелци: Ари Хан, Олег Блохин, Дејвид Ферклоф, Герд Милер, Роб Ренсенбринк, Франсоа ван дер Елст, Тери Макдермот, Радамел Фалкао и Лионел Меси (по три гола).[25][26]
- Најбрже посигнути гол: Дијего Коста у првом минуту утакмице (49. секунда) — против Реал Мадрида 2018.[27]
- Једини играч који је именован за играча утакмице више пута: Лионел Меси (2009, 2015).[28][29]

### Хет-трик
- Једини играч који је постигао хет-трик у једној утакмици: Радамел Фалкао — против Челсија 2012.[30]